# Strzyżów
Pour les articles homonymes, voir Strzyżów (homonymie).
Strzyżów est une ville de la voïvodie des Basses-Carpates, dans le sud-est de la Pologne. Elle est le chef-lieu du powiat de Strzyżów. Sa population s'élevait à 8 930 habitants en 2012.

## Géographie
Strzyżów est située au sud de la voïvodie des Basses-Carpates, au confluent du Wisłok et de la Stobnica (pl). Strzyżów se trouve à 20 km — 29 km par la route — au nord de Krosno, à 25 km — 32 km par la route — au sud-ouest de Rzeszów, et à 270 km — 318 km par la route — au sud-est de Varsovie.

## Histoire
Depuis le premier partage de la Pologne en 1772 jusqu'en 1918, la ville fait partie de la monarchie autrichienne (empire d'Autriche), puis Autriche-Hongrie (Cisleithanie après le compromis de 1867), chef-lieu du district de même nom depuis 1896, l'un des 78 Bezirkshauptmannschaften (powiats) en province (Kronland) de Galicie en 1900. Le sort de cette province fut dès lors disputé par la Pologne et la Russie soviétique, jusqu'à la Paix de Riga le 18 mars 1921.
Un bureau de poste fut ouvert en 1858.

## Jumelages
Strzyżów fait partie de la Charte des Communes Rurales d'Europe qui comprend une entité par État membre de l’Union européenne, soit 27 autres communes, :
- Hepstedt (Allemagne)
- Lassee (Autriche)
- Bièvre (Belgique)
- Slivo pole (Bulgarie)
- Léfkara (Chypre)
- Tisno (Croatie)
- Næstved (Danemark)
- Bienvenida (Espagne)
- Põlva (Estonie)
- Kannus (Finlande)
- Cissé (France)
- Kolindros (Grèce)
- Nagycenk (Hongrie)
- Cashel (Irlande)
- Bucine (Italie)
- Kandava (Lettonie)
- Žagarė (Lituanie)
- Troisvierges (Luxembourg)
- Nadur (Malte)
- Esch (Pays-Bas)
- Samuel (Portugal)
- Starý Poddvorov (Tchéquie)
- Ibănești (Roumanie)
- Desborough (Royaume-Uni)
- Medzev (Slovaquie)
- Moravče (Slovénie)
- Ockelbo (Suède)